# أليس بارلو
أليس بارلو (بالإنجليزية: Alice Barlow)‏ هي مغنية بريطانية، ولدت في 9 أغسطس 1991 في ماكليسفيلد في المملكة المتحدة.

## وصلات خارجية
- أليس بارلو على موقع IMDb (الإنجليزية)
- أليس بارلو على موقع قاعدة بيانات الفيلم (الإنجليزية)